# Rhophitulus herbsti
Rhophitulus herbsti är en biart som först beskrevs av Heinrich Friese 1906.  Rhophitulus herbsti ingår i släktet Rhophitulus och familjen grävbin. Inga underarter finns listade i Catalogue of Life.